# ايمانويل ستيفنز
ايمانويل ستيفنز (بالإنجليزية: Emmanuel Stephens)‏ هو لاعب كرة قدم أمريكية أمريكي، ولد في 17 فبراير 1987.

## وصلات خارجية
- ايمانويل ستيفنز على موقع مرجع كرة القدم المحترفة.كوم (الإنجليزية)